# Woggersin
Woggersin település Németországban, Mecklenburg-Elő-Pomeránia tartományban. Lakosainak száma 517 fő (2023. december 31.).

## Népesség
A település népességének változása:
| Lakosok száma | 509  | 516  | 511  | 505  | 517  |
|               | 2017 | 2019 | 2021 | 2022 | 2023 |